# Francisco Sá (Minas Gerais)
Francisco Sá est une municipalité brésilienne de l'État du Minas Gerais et la microrégion de Montes Claros.